# Cornucopia

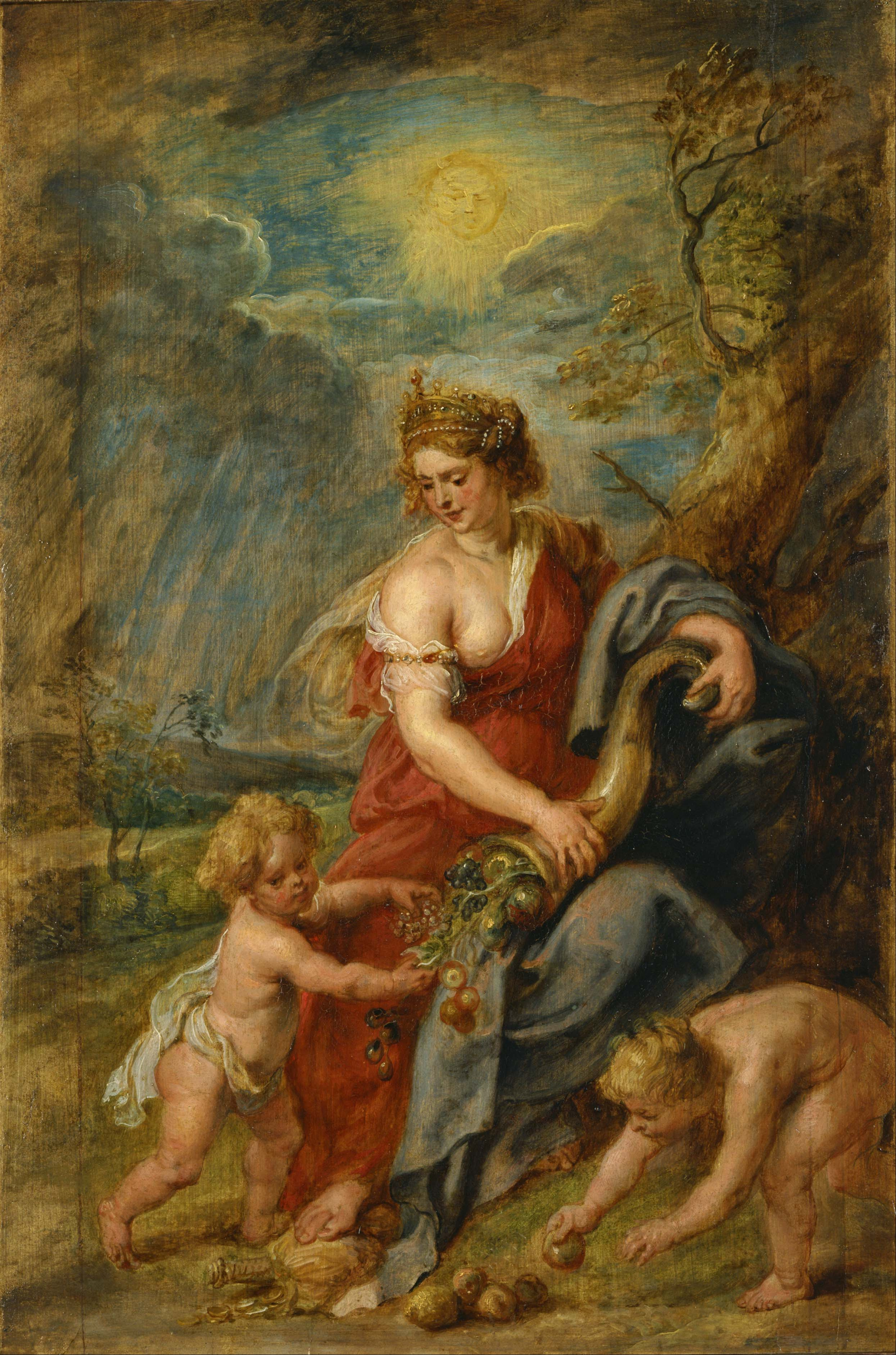
Reprezentare alegorică a zeiței romane Abundantia cu un corn al abundenței, de Peter Paul Rubens (circa 1630)

În antichitatea clasică, cornul abundenței, numit și cornucopia (plural cornucopii, de la cuvintele latinești cornu (corn), și copia, (abundență)), era un simbol al abundenței și hranei, de obicei un recipient mare în formă de corn din care se varsă fructe, legume, flori sau monede.
Coșurile în forma aceasta erau folosite în mod tradițional în Asia de Vest și Europa pentru ținerea și transportarea alimentelor recoltate recent. Coșul în formă de corn ar fi purtat pe spate sau aruncat în jurul trunchiului, lăsând mâinile libere pentru cules.

## În mitologia greco-romană

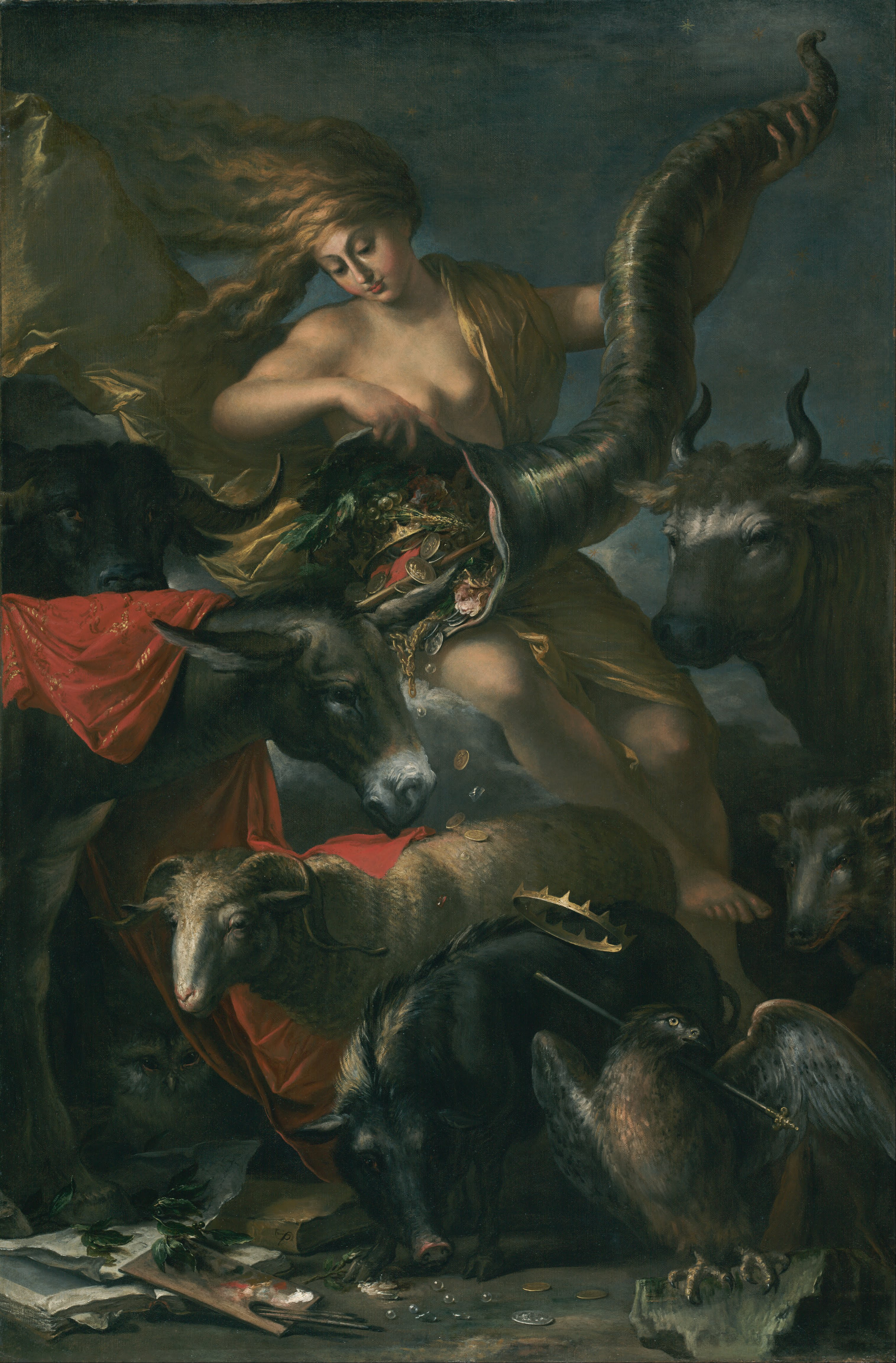
Alegoria Fortunei (1658) de Salvator Rosa, reprezentând-o pe Fortuna, zeița norocului, cu un corn al abundenței

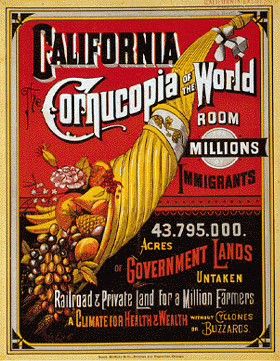
Poster cu un corn al abundenței pentru California

Mitologia oferă multiple explicații pentru originea cornucopiei.  Una dintre cele mai cunoscute implică nașterea și hrana copilului Zeus, care trebuia să fie ascuns de tatăl său devorator Cronos.  Într-o peșteră de pe Muntele Ida de pe insula Creta, bebelușul Zeus a fost îngrijit și protejat de o serie de însoțitori divini, inclusiv de capra Amaltheia („Zeița hrănitoare”), care l-a hrănit cu laptele ei. Viitorul rege al zeilor avea abilități și forță neobișnuite și, jucându-se cu doica sa, i-a rupt din greșeală unul dintre coarne, care avea apoi puterea divină de a oferi mâncare nesfârșită, așa cum avea mama adoptivă a zeului.
Într-un alt mit, cornucopia a fost creată când Heracle s-a luptat cu zeul râului Achelous și i-a smuls unul dintre coarne;  zeii râului erau uneori descriși ca fiind cu coarne. Această versiune este reprezentată în pictura murală Achelous și Hercule de artistul regionalist american Thomas Hart Benton.
Cornucopia, sau cornul abundenței, a devenit atributul mai multor zeități grecești și romane, în special cele asociate cu recolta, prosperitatea sau abundența spirituală, cum ar fi personificările Pământului (Gaia sau Terra); Plutus copil, zeul bogățiilor și fiul zeiței cerealelor Demetra; nimfa Maia; și Fortuna, zeița norocului, care avea puterea de a da prosperitate. În cultul imperial roman, zeitățile romane abstracte care au încurajat pacea (Pax Romana) și prosperitatea au fost, de asemenea, reprezentate cu o cornucopie, inclusiv Abundantia, „Abundența” personificată și Annona, zeița aprovizionării cu cereale a orașului Roma.  Hades, conducătorul clasic al lumii de dincolo din religiile de mister, a fost un dătător de bogății agricole, minerale și spirituale, iar în artă e reprezentat adesea ținând o cornucopie.

## Reprezentările moderne
În reprezentările moderne, cornucopia e de obicei un coș de răchită, în formă de corn, umplut cu diverse tipuri de fructe și legume festive. În cea mai mare parte a Americii de Nord, cornucopia a ajuns să fie asociată cu Ziua Recunoștinței și recolta. Cornucopia e, de asemenea, numele celebrării anuale a produselor alimentare și a vinului din noiembrie în Whistler (Columbia Britanică, Canada).  Două cornucopii apar pe steagul și sigiliul de stat ale statului american [[Idaho[]. Marele Sigiliu al Carolinei de Nord înfățișează Libertatea în picioare și Abundența ținând o cornucopie. Stemele Columbiei, Panamaului, Peruului și Venezuelei și Stema statului Victoria (Australia), prezintă, de asemenea, cornucopia, simbolizând prosperitatea.
În seria de romane fantastice Discworld a lui Terry Pratchett, vrăjitoarea Tiffany Aching a fost pentru scurt timp în posesia Cornucopiei, care e insigna de birou a verii, când a contractat avatarism, precum și ped fecundis în timpul evenimentelor de la Wintersmith. Acest lucru cauzează probleme prin împrăștierea hranei și a animalelor, inclusiv o mulțime mare de găini.
Motivul cornucopiei e folosit în seria de cărți Jocurile Foamei. În jocurile de gladiatori omonime descrise în serie, un depozit secret mare asemănător unui corn plin de arme și echipamente este plasat la punctul de plecare: acest depozit secret servește drept punct focal al luptei în primele minute ale jocurilor și e chiar numit „Corn al abundenței”. În adaptarea cărții, imnul național al Panem-ului, decorul principal al seriei, se cheamă „Cornul abundenței”, care e menționat de mai multe ori în versuri.
Cornul abundenței este folosit pentru arta corporală și la Halloween, deoarece e un simbol al fertilității, averii și al abundenței.

## Galerie

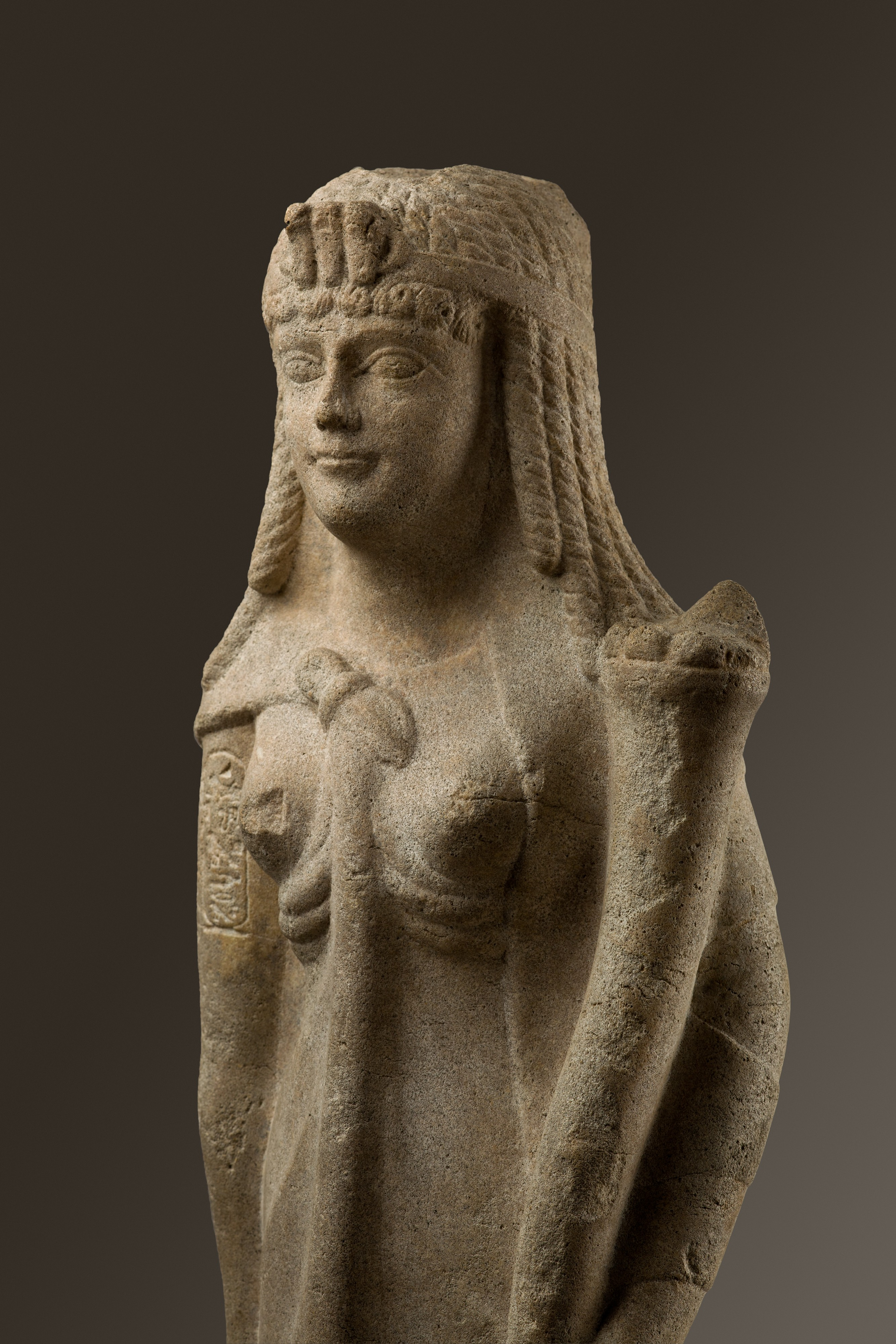
Statuie a unei regini ptolemeice, posibil Cleopatra, 200–30 î.Hr., calcar dolomitic
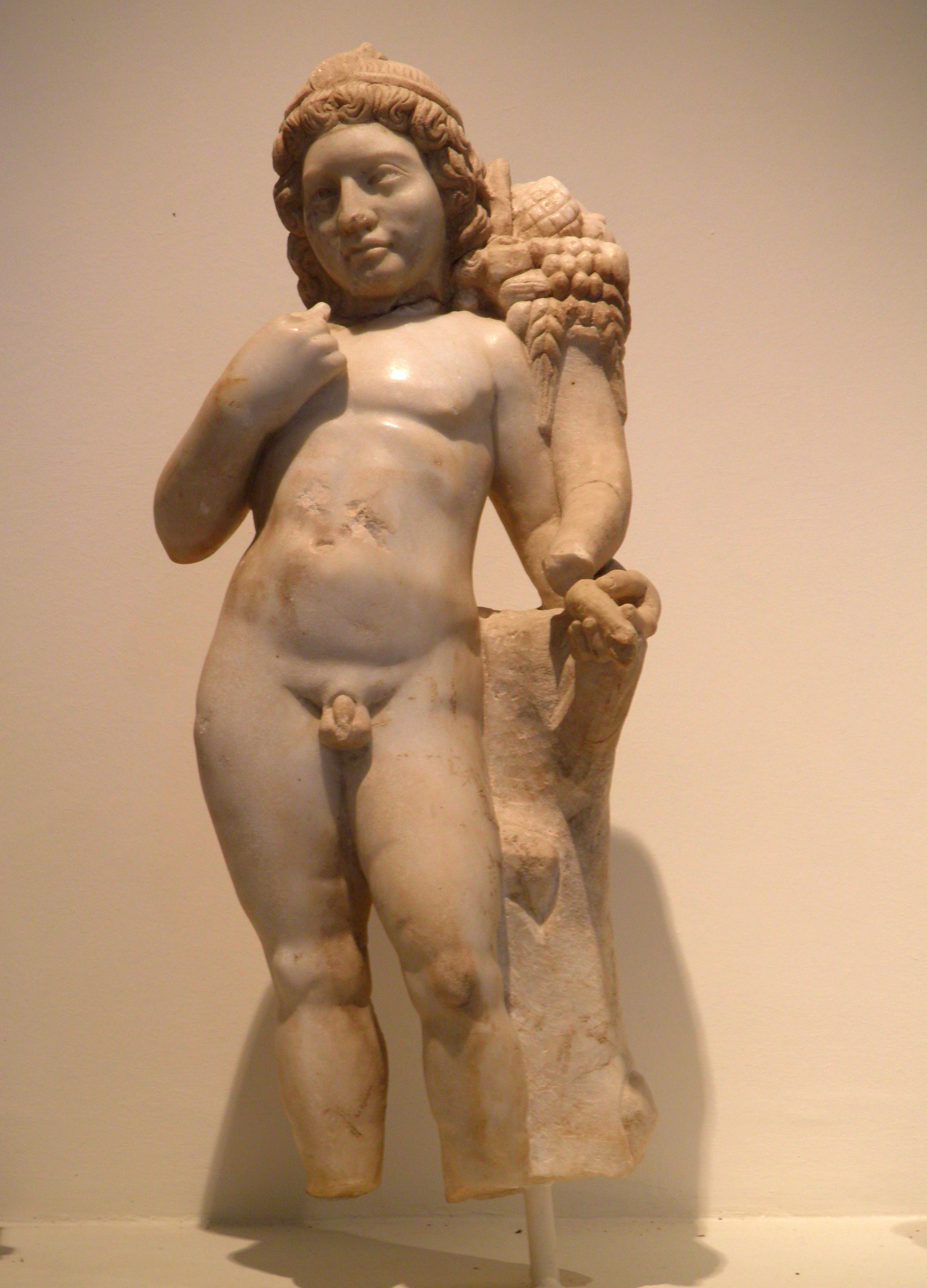
Statuetă din secolul al II-lea a zeului elenistic Harpocrate cu un corn al abundenței, în Muzeul Arheologic din Dion (Dion, Grecia)
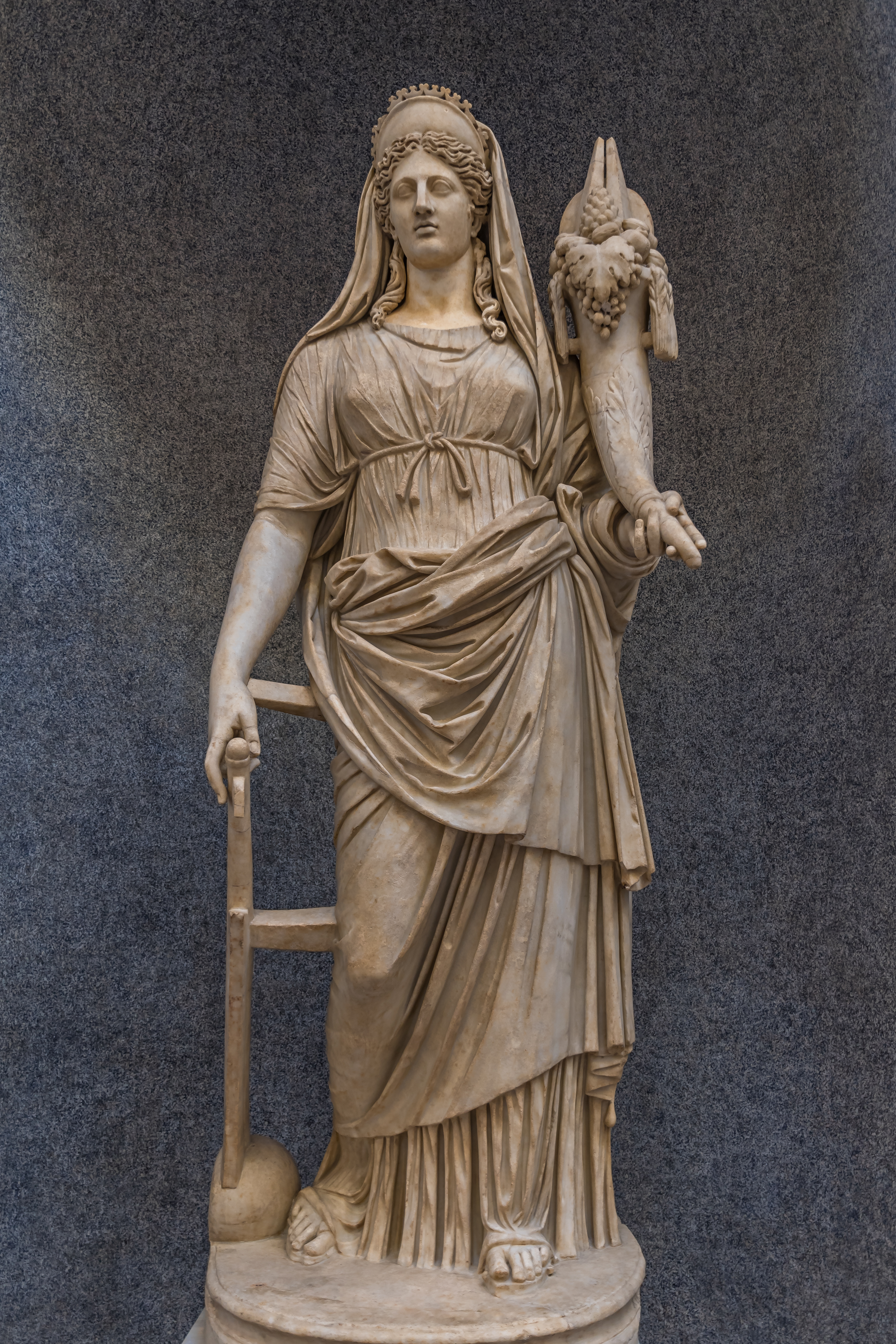
Statuie a Fortunei, copie romană după un original grecesc din secolul al IV-lea î.Hr.
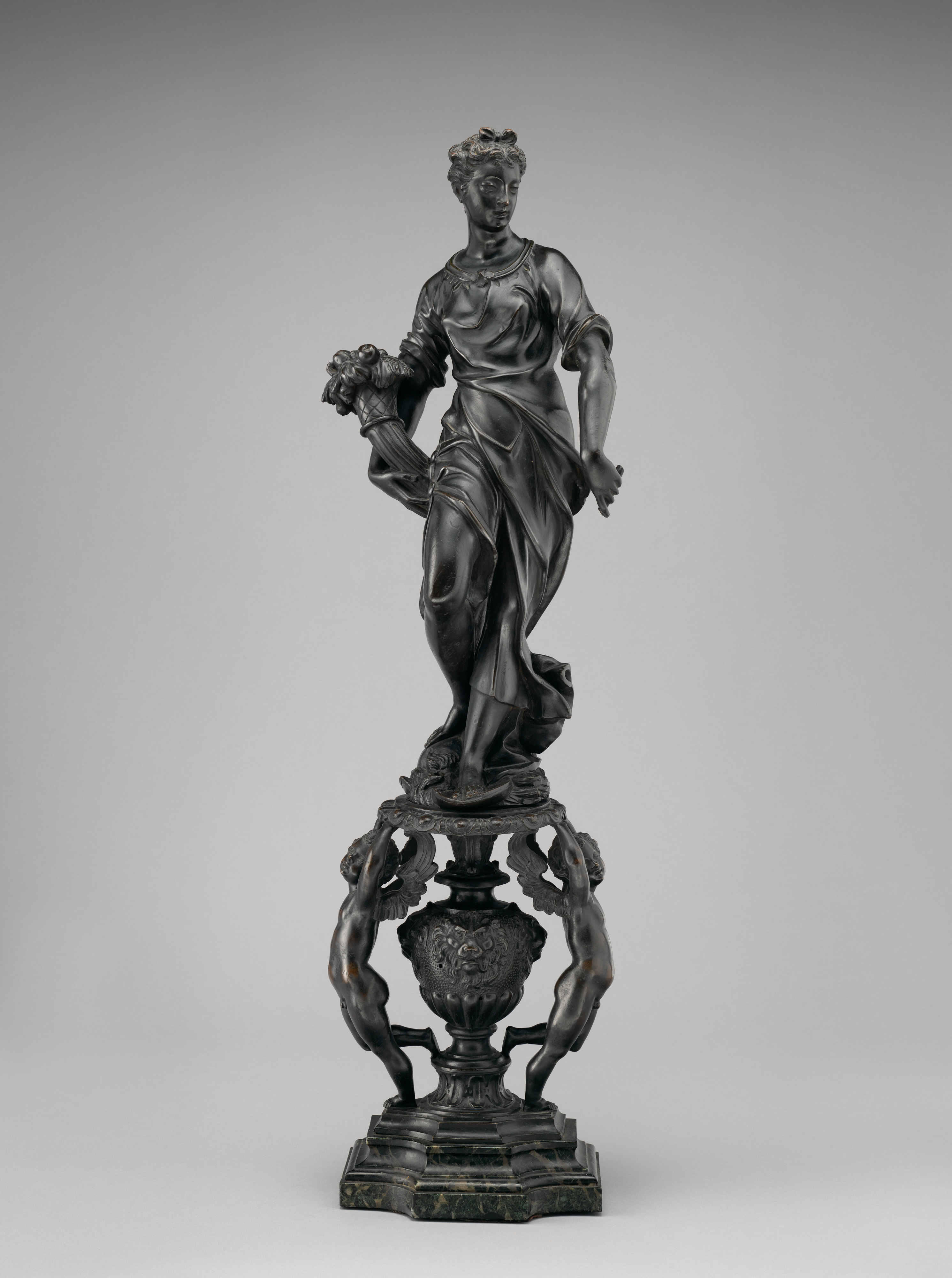
Alegorie a Păcii, de Girolamo Campagna, secolul al XVI-lea târziu-începutul celui de-al XVII-lea, după modele din circa 1585–86, bronz
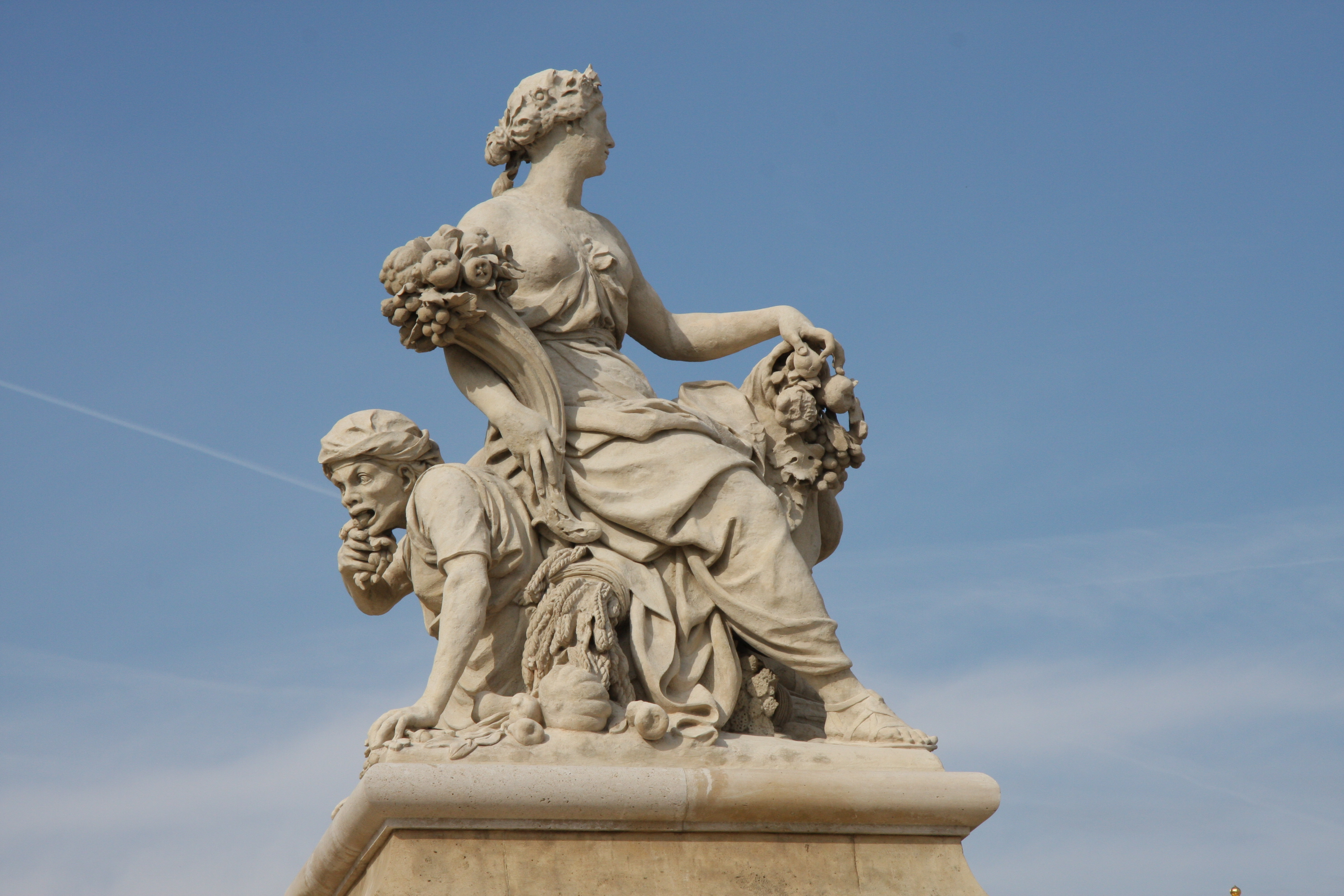
L’Abondance, de Antoine Coysevox, o sculptură la Palatul de la Versailles din Franța
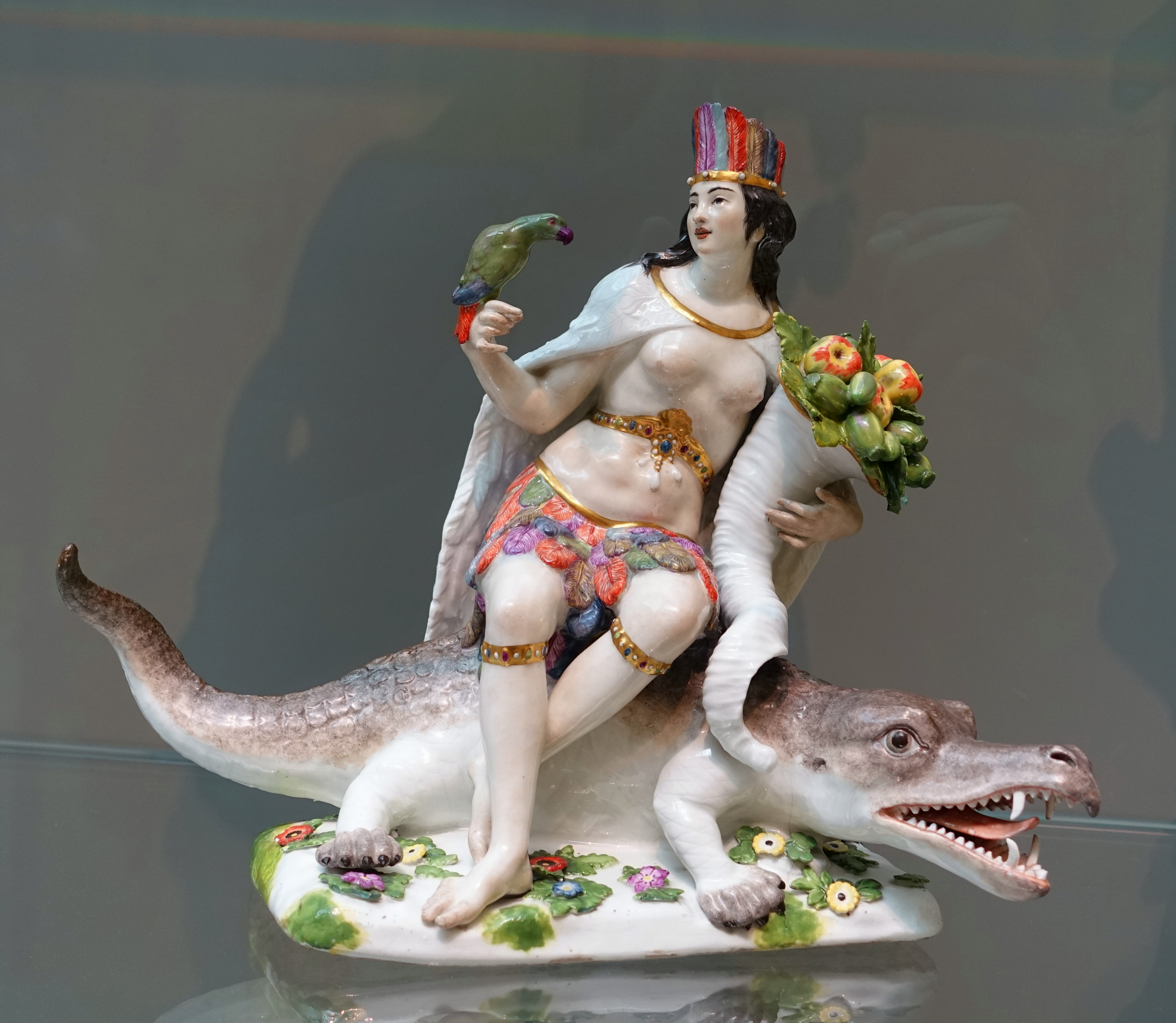
Personificare a Americilor cu un aligator, un papagal, și un corn al abundenței, toate fiind simboluri ale Lumii Noi
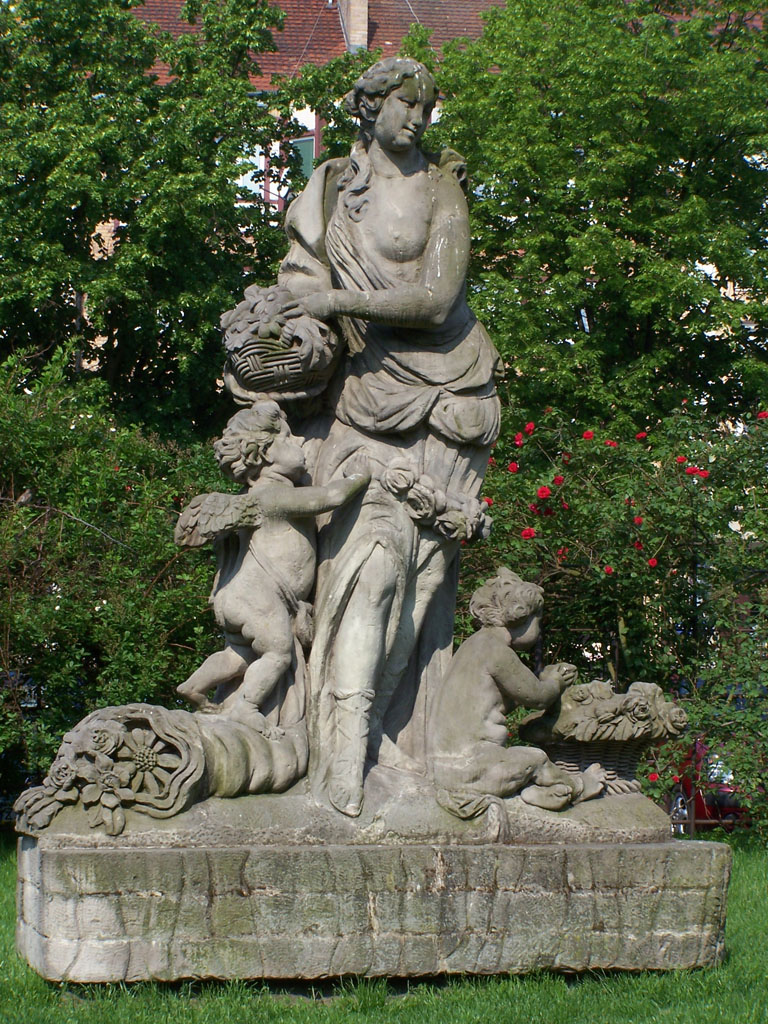
Cornucopie la Statuia Florei din Szczecin (Polonia)
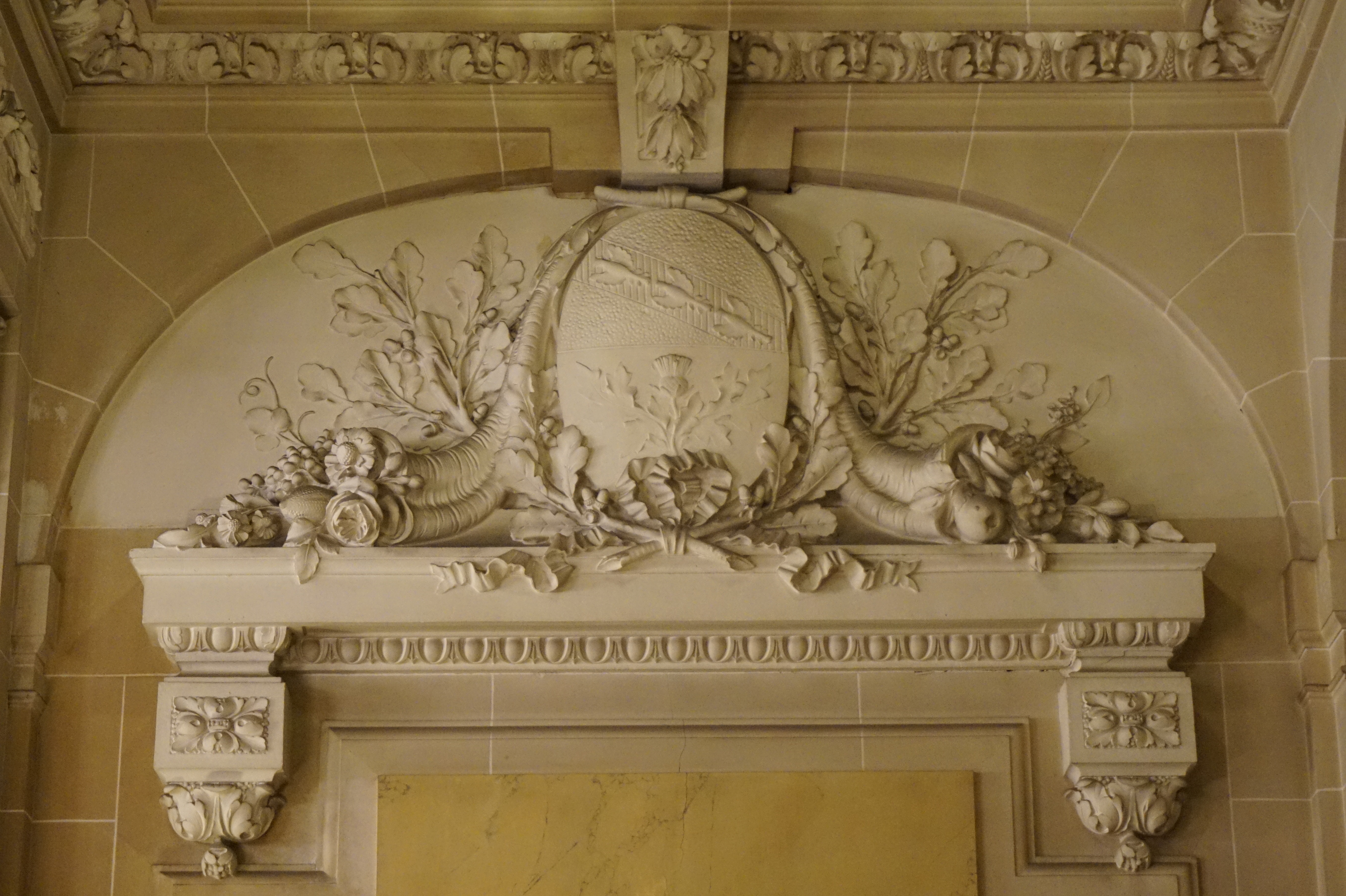
Pereche de cornuri ale abundenței în Opéra national de Lorraine din Nancy (Franța)
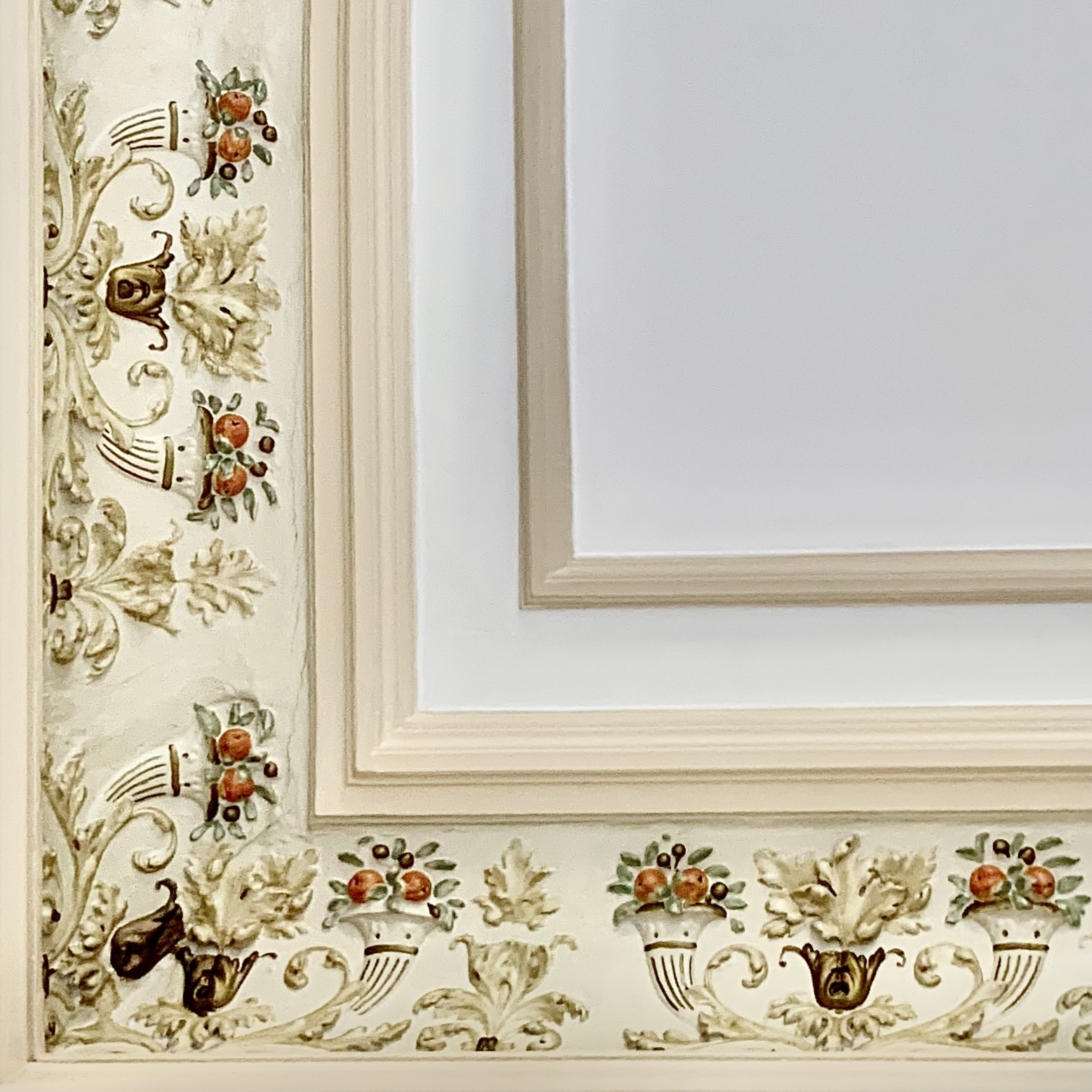
Stucaturi cu perechi de cornucopii, în Palatul Societății de Asigurări „Generala” din București
Stema Columbiei
Stema orașului Copiapó din Chile
Sigiliul orașului Cagayan de Oro din Filipine
Sigiliul Carolinei de Nord
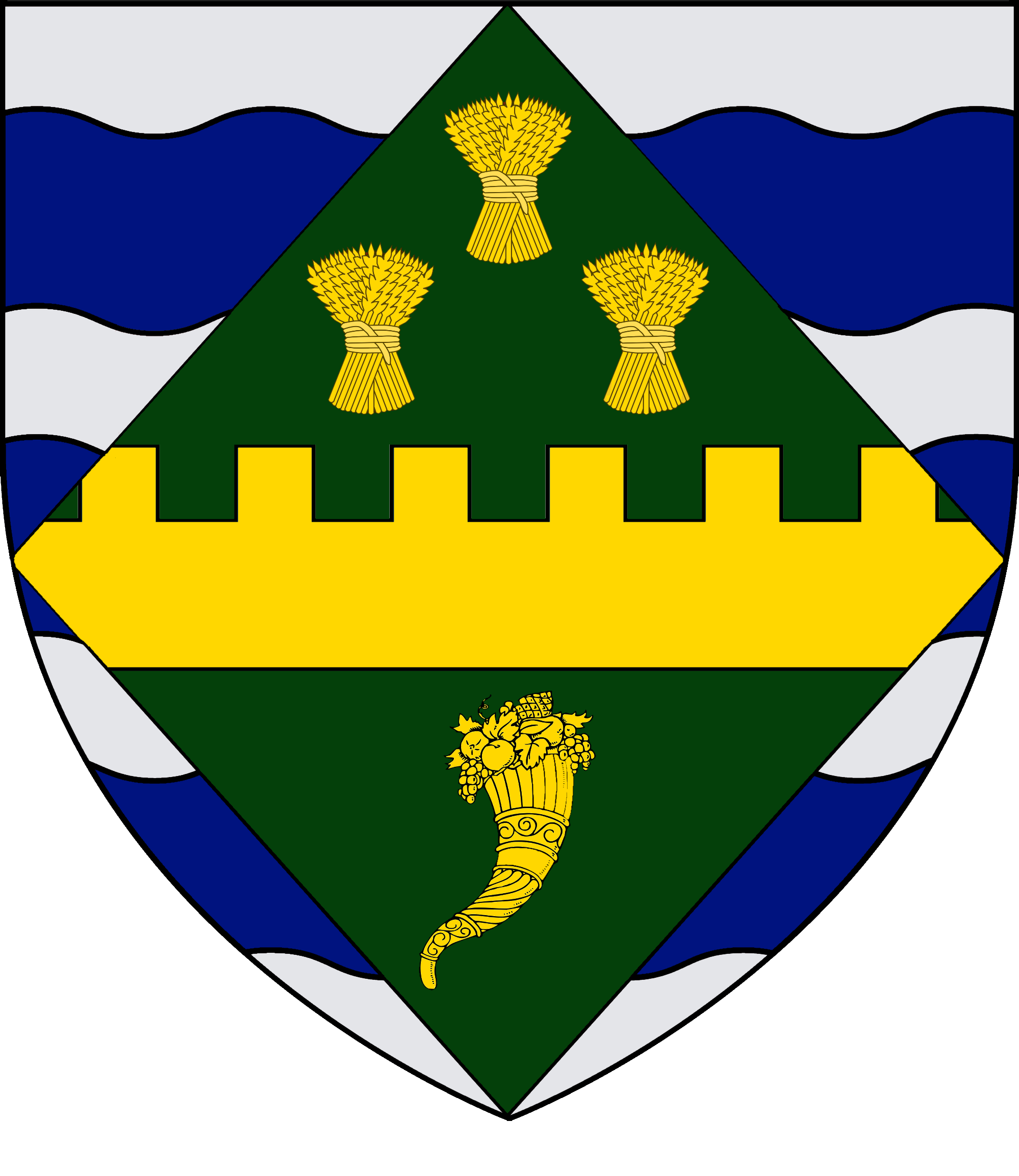
Stema districtului Huntingdonshire din Anglia
Stema Peruului
Stema Harkovului din Ucraina